# Liste der Brücken über die Luthern
Die Liste der Brücken über die Luthern enthält die Brücken der Luthern von der Quelle nördlich des Napf oberhalb Luthern Bad bis zur Mündung in die Wigger bei Nebikon.

## Brückenliste
59 Brücken überspannen den Fluss: 36 Strassenbrücken, 14 Fussgängerbrücken, acht Feldwegbrücken und eine Eisenbahnbrücke.

### Hinteres Luthertal
31 Übergänge überqueren den Fluss in den Gemeinden Luthern und Ufhusen.
| Bild | Name                          | Ort                 | Lage | Funktion                                                                         | Konstruktion      | Material         | Länge in m | Höhe m ü. M. | Bemerkungen |
| ---- | ----------------------------- | ------------------- | ---- | -------------------------------------------------------------------------------- | ----------------- | ---------------- | ---------- | ------------ | --- |
|      | Furt oberhalb Trachselegg     | Luthern Bad         |      | Fussgängerübergang                                                               | Furt              | Erdboden         | 3          | 1137         | Wanderweg |
|      | Furt bei Trachselegg          | Luthern Bad         |      | Fussgängerübergang                                                               | Furt              | Erdboden         | 3          | 1043         | |
|      | Mittler-Ey-Brücke             | Luthern Bad         |      | Strassenbrücke (zweispurig)                                                      | Balkenbrücke      | Beton            | 11         | 930          | Mountainbike-Tour Ume Napf dür Gräbe Wanderweg |
|      | Badneuhaus-Brücke             | Luthern Bad         |      | Strassenbrücke (zweispurig) mit Rohrleitung an der Brückenwand                   | Balkenbrücke      | Beton            | 8          | 891          | Mountainbike-Tour Ume Napf dür Gräbe Zufahrt zu Unter-Badegg und Ober-Badegg. |
|      | Badneuhaus-Steg               | Luthern Bad         |      | Fussgängerbrücke                                                                 | Balkenbrücke      | Stahl Holz       | 14         | 888          | Verbot für Tiere (Pferd) Schneeschuhtrail-Route 905 Hinter Ey – Luthern Bad Wanderweg                                                                                                |
|      | Badbrünnli-Brücke             | Luthern Bad         |      | Strassenbrücke (zweispurig)                                                      | Balkenbrücke      | Beton            | 9          | 871          | Allgemeines Fahrverbot: Gehbehinderte ausgenommen Schneeschuhtrail-Route 905 Hinter Ey – Luthern Bad und Route 906 Badegg – Luthern Bad Wanderweg                                    |
|      | Badhübeli-Brücke              | Luthern Bad         |      | Feldwegbrücke                                                                    | Balkenbrücke      | Beton            | 11         | 859          | |
|      | Enzi-Brücke                   | Luthern Bad         |      | Feldwegbrücke                                                                    | Balkenbrücke      | Beton            | 12         | 837          | Zufahrt zum Schiessplatz Bodenenzi. |
|      | Grien-Steg                    | Luthern Bad         |      | Fussgängerbrücke                                                                 | Balkenbrücke      | Beton            | 15         | 822          | |
|      | Chrutzi-Brücke                | Luthern Bad         |      | Feldwegbrücke                                                                    | Balkenbrücke      | Beton            | 15         | 820          | Mountainbike-Tour Ume Napf dür Gräbe Wanderweg |
|      | Sonnheim-Brücke               | Luthern Bad         |      | Strassenbrücke (einspurig)                                                       | Balkenbrücke      | Stahl            | 11         | 814          | Zufahrt zum Gebäude Sonnheim 1. |
|      | Vorder-Auern-Brücke           | Luthern Bad         |      | Feldwegbrücke                                                                    | Balkenbrücke      | Beton            | 17         | 803          | Zufahrt zum Gebäude Vorder-Auern. |
|      | Kantonsstrasse-Brücke         | Luthern Bad         |      | Strassenbrücke (zweispurig) mit Trottoir und Werkleitungen an der Brückenwand 41 | Balkenbrücke      | Beton            | 17         | 794          | Höchstgeschwindigkeit 80 km/h PostAuto-Buslinie 282 (Zell – Hüswil – Luthern Bad) |
|      | Brücke bei Vorder-Hurtgraben  | Luthern Bad         |      | Fussgängerbrücke                                                                 | Balkenbrücke      | Beton            | 18         | 789          | |
|      | Steg bei Wursthof             | Luthern             |      | Fussgängerbrücke                                                                 | Balkenbrücke      | Stahl Holz       | 15         | 779          | Verbot für Tiere (Pferd) |
|      | Mühle-Steg                    | Luthern             |      | Fussgängerbrücke                                                                 | Balkenbrücke      | Stahl Holz       | 15         | 765          | Verbot für Tiere (Pferd) LUTRUN Wanderweg |
|      | Luthermattstrasse-Brücke      | Luthern             |      | Strassenbrücke (zweispurig) mit Rohrleitungen an der Brückenwand                 | Balkenbrücke      | Stahl Beton      | 14         | 759          | Wanderweg |
|      | Inner-Sagen-Brücke            | Luthern             |      | Strassenbrücke (einspurig) mit Rohrleitung an der Brückenwand                    | Balkenbrücke      | Beton            | 7          | 747          | LUTRUN Wanderweg |
|      | Unter-Wieden-Brücke           | Luthern             |      | Feldwegbrücke mit Werkleitungen an der Brückenwand                               | Balkenbrücke      | Stahl Beton      | 16         | 736          | |
|      | Kantonsstrasse-Brücke         | Luthern             |      | Strassenbrücke (zweispurig) 41 mit Rohrleitungen an der Brückenwand              | Balkenbrücke      | Beton            | 13         | 721          | Höchstgeschwindigkeit 80 km/h PostAuto-Buslinie 282 (Zell – Hüswil – Luthern Bad) |
|      | Hypachweid-Brücke             | Hofstatt            |      | Feldwegbrücke                                                                    | Balkenbrücke      | Beton            | 17         | 714          | |
|      | Brücke bei Grünenboden        | Hofstatt            |      | Strassenbrücke (zweispurig)                                                      | Balkenbrücke      | Beton            | 18         | 713          | Die Brücke wurde 2017 erstellt. Zufahrt zum Kieswerk Hofstatt AG im Gebiet «Under Moos».                                                                                             |
|      | Dorfstrasse-Brücke            | Hofstatt            |      | Strassenbrücke (zweispurig) 41 mit Rohrleitungen an der Brückenwand              | Stein-Bogenbrücke | Stein            | 25         | 711          | Erhaltenswerte Steinbogenbrücke, gebaut um 1844. Höchstgeschwindigkeit 80 km/h PostAuto-Buslinie 282 (Zell – Hüswil – Luthern Bad)                                                   |
|      | Luthern-Brücke                | Hofstatt            |      | Fussgängerbrücke                                                                 | Gedeckte Brücke   | Holz             | 19         | 701          | Das Bauwerk wurde 1991 erstellt. Verbot für Tiere (Pferd) |
|      | Brücke bei Birrer Fahrzeugbau | Hofstatt            |      | Werkbrücke (einspurig)                                                           | Balkenbrücke      | Stahl            | 14         | 696          | Werkübergang zum Betrieb Birrer Fahrzeugbau AG. |
|      | Birrer-Brücke                 | Hofstatt            |      | Strassenbrücke (zweispurig)                                                      | Balkenbrücke      | Beton            | 17         | 695          | Die Brücke wurde 1999 erstellt. |
|      | Rüediswil-Brücke              | Hofstatt            |      | Strassenbrücke (zweispurig)                                                      | Balkenbrücke      | Beton            | 18         | 687          | Wanderweg |
|      | Unter-Brügglismatt-Brücke     | Hofstatt            |      | Strassenbrücke (einspurig)                                                       | Balkenbrücke      | Beton            | 9          | 672          | Wanderweg |
|      | Eimattstrasse-Brücke          | Hofstatt – Ruefswil |      | Strassenbrücke (zweispurig)                                                      | Balkenbrücke      | Holz Stahl Beton | 16         | 666          | |
|      | Untereggstalden-Brücke        | Ruefswil            |      | Strassenbrücke (zweispurig)                                                      | Balkenbrücke      | Beton            | 17         | 658          | Sackgasse |
|      | Luthernstrasse-Brücke         | Ruefswil            |      | Strassenbrücke (zweispurig) mit Trottoir und Werkleitungen an der Brückenwand 41 | Balkenbrücke      | Beton            | 35         | 648          | Die Brücke wurde 1997 erstellt. Höchstgeschwindigkeit 80 km/h PostAuto-Buslinie 282 (Zell – Hüswil – Luthern Bad) Veloland-Route 399 Herzschlaufe Napf (Etappe 1 Willisau – Langnau) |

### Vorderes Luthertal
28 Übergänge überqueren den Fluss von Hüswil bis Nebikon.
| Bild | Name                                        | Ort               | Lage | Funktion                                                          | Konstruktion | Material | Länge in m | Höhe m ü. M. | Bemerkungen |
| ---- | ------------------------------------------- | ----------------- | ---- | ----------------------------------------------------------------- | ------------ | -------- | ---------- | ------------ | --- |
|      | Brücke bei Ruefswil                         | Hüswil – Ruefswil |      | Strassenbrücke (zweispurig)                                       | Balkenbrücke | Beton    | 14         | 644          | Allgemeines Fahrverbot: Werkverkehr gestattet Zufahrt zu den Kiesgruben Ruefswil. |
|      | Luthernstrasse-Brücke                       | Hüswil            |      | Strassenbrücke (zweispurig) mit separatem Fuss- und Veloweg 41    | Balkenbrücke | Beton    | 21         | 635          | Höchstgeschwindigkeit 80 km/h PostAuto-Buslinie 282 (Zell – Hüswil – Luthern Bad) |
|      | Schachen-Brücke                             | Hüswil            |      | Strassenbrücke (zweispurig)                                       | Balkenbrücke | Beton    | 15         | 624          | Sackgasse Höchstgeschwindigkeit 20 km/h Wanderland-Route 4 ViaJacobi (Etappe 27 Willisau – Huttwil) |
|      | Bernstrasse-Brücke                          | Hüswil            |      | Strassenbrücke (zweispurig) mit Trottoirs 18                      | Balkenbrücke | Beton    | 23         | 612          | Höchstgeschwindigkeit 60 km/h PostAuto-Buslinien 281 (Ufhusen – Zell – Altbüron – St. Urban) und 282 (Zell – Hüswil – Luthern Bad) Wanderweg                                                                                         |
|      | BLS-Brücke                                  | Hüswil            |      | Eisenbahnbrücke (eingleisig)                                      | Balkenbrücke | Beton    | 18         | 608          | Höchstgeschwindigkeit 95 km/h Bahnstrecke Wohlhusen – Langenthal |
|      | Luthernstrasse-Brücke                       | Zell              |      | Strassenbrücke (zweispurig) mit Trottoir                          | Balkenbrücke | Beton    | 14         | 588          | Die Brücke wurde 1993 erstellt. Höchstgeschwindigkeit 30 km/h Zufahrt zum Altersheim Violino. |
|      | St. Urbanstrasse-Brücke                     | Zell              |      | Strassenbrücke (zweispurig) mit Trottoirs 256 42                  | Balkenbrücke | Beton    | 9          | 587          | Die Brücke wurde 1920 erstellt und 2011 erneuert. Höchstgeschwindigkeit 50 km/h Veloland-Route 99 Herzroute (Etappe 6 Burgdorf – Willisau) Wanderweg                                                                                 |
|      | Steg bei Zelgmatte                          | Zell              |      | Fussgängerbrücke                                                  | Balkenbrücke | Stahl    | 17         | 585          | Übergang ist nicht behindertengerecht (Treppen). |
|      | Bachhaldenstrasse-Brücke                    | Zell              |      | Strassenbrücke (zweispurig) mit Trottoir                          | Balkenbrücke | Beton    | 11         | 580          | Höchstgeschwindigkeit 30 km/h Höchstgewicht 16 t Veloland-Route 38 Luzerner Hinterland–Rigi (Etappe 1 Zofingen (Pfaffnau) – Willisau) und Route 94 L'Areuse–Emme–Sihl (Etappe 4 Huttwil – Hochdorf (Urswil)) Wanderweg               |
|      | Berghofstrasse-Brücke                       | Zell              |      | Strassenbrücke (zweispurig)                                       | Balkenbrücke | Beton    | 17         | 570          | |
|      | Luzernstrasse-Brücke                        | Zell              |      | Strassenbrücke (zweispurig) mit Trottoirs 18                      | Balkenbrücke | Beton    | 45         | 566          | Höchstgeschwindigkeit 60 km/h Veloland-Route 38 Luzerner Hinterland–Rigi (Etappe 1 Zofingen (Pfaffnau) – Willisau) und Route 94 L'Areuse–Emme–Sihl (Etappe 4 Huttwil – Hochdorf (Urswil))                                            |
|      | Kratzerenbrücke                             | Zell              |      | Strassenbrücke (zweispurig) mit Trottoirs 18                      | Balkenbrücke | Beton    | 40         | 560          | Höchstgeschwindigkeit 80 km/h Veloland-Route 38 Luzerner Hinterland–Rigi (Etappe 1 Zofingen (Pfaffnau) – Willisau) und Route 94 L'Areuse–Emme–Sihl (Etappe 4 Huttwil – Hochdorf (Urswil))                                            |
|      | Fahrbergstrasse-Brücke                      | Gettnau           |      | Strassenbrücke (zweispurig) mit Rohrleitungen an der Brückenwand  | Balkenbrücke | Beton    | 11         | 554          | Veloland-Route 38 Luzerner Hinterland–Rigi (Etappe 1 Zofingen (Pfaffnau) – Willisau) und Route 94 L'Areuse–Emme–Sihl (Etappe 4 Huttwil – Hochdorf (Urswil))                                                                          |
|      | Wehrsteg                                    | Gettnau           |      | Fussgängerbrücke                                                  | Balkenbrücke | Stahl    | 21         | 552          | Der Übergang ist nicht behindertengerecht (Treppe). Wanderweg |
|      | Hübeli-Brücke                               | Gettnau           |      | Strassenbrücke (zweispurig)                                       | Balkenbrücke | Beton    | 17         | 545          | Veloland-Route 38 Luzerner Hinterland–Rigi (Etappe 1 Zofingen (Pfaffnau) – Willisau) und Route 94 L'Areuse–Emme–Sihl (Etappe 4 Huttwil – Hochdorf (Urswil)) Eine Abflussmessstation des Kantons Luzern befindet sich bei der Brücke. |
|      | Landsbergstrasse-Brücke                     | Ohmstal           |      | Strassenbrücke (zweispurig)                                       | Bogenbrücke  | Beton    | 13         | 531          | Die Brücke wurde 1866 erstellt. Sie wurde 1949 und 1970 renoviert. |
|      | Tschopen-Brücke                             | Ohmstal           |      | Feldwegbrücke                                                     | Balkenbrücke | Beton    | 11         | 527          | Wanderweg |
|      | Brücke bei Vogelherd                        | Ohmstal           |      | Feldwegbrücke mit Rohrleitung an der Brückenwand                  | Balkenbrücke | Beton    | 10         | 524          | Wanderweg |
|      | Luterenächer-Steg                           | Schötz            |      | Fussgängerbrücke                                                  | Balkenbrücke | Stahl    | 16         | 510          | Der Übergang ist nicht behindertengerecht (Treppe). Wanderweg |
|      | Ohmstalerstrasse-Brücke («Waldmatt-Brücke») | Schötz            |      | Strassenbrücke (zweispurig) 43b                                   | Balkenbrücke | Holz     | 18         | 507          | Die Brücke wurde 2010 erstellt. Reduzierter Winterdienst Höchstgeschwindigkeit 60 km/h |
|      | Ellmatt-Steg                                | Schötz            |      | Fussgängerbrücke                                                  | Balkenbrücke | Stahl    | 10         | 505          | Defekte Brücke ist nicht mehr passierbar (beidseitige Metallabsperrungen). |
|      | Ellmattweg-Brücke                           | Schötz            |      | Strassenbrücke (einspurig)                                        | Balkenbrücke | Beton    | 11         | 504          | |
|      | Eberseckerstrasse-Brücke                    | Schötz            |      | Strassenbrücke (zweispurig) mit Rohrleitung an der Brückenwand 43 | Balkenbrücke | Beton    | 11         | 504          | Höchstgeschwindigkeit 80 km/h PostAuto-Buslinie 275 (Ettiswil – Ebersecken – Schötz – Nebikon) Wanderweg |
|      | Gläng-Brücke                                | Schötz            |      | Strassenbrücke (zweispurig)                                       | Balkenbrücke | Beton    | 16         | 498          | Höchstgeschwindigkeit 60 km/h |
|      | Steg beim Glängweg                          | Nebikon           |      | Fussgängerbrücke                                                  | Bogenbrücke  | Stahl    | 14         | 491          | |
|      | Vorstatt-Brücke                             | Nebikon           |      | Strassenbrücke (zweispurig) mit Trottoirs                         | Balkenbrücke | Beton    | 20         | 491          | Das Bauwerk wurde 2000 erstellt. Höchstgeschwindigkeit 50 km/h PostAuto-Buslinie 271 (Willisau – Schötz – Nebikon – Dagmersellen) |
|      | Gschwäbring-Steg                            | Nebikon           |      | Fussgängerbrücke                                                  | Balkenbrücke | Stahl    | 11         | 487          | Der Übergang ist nicht behindertengerecht (Treppen). Die hydrometrische Messstation Luthern - Nebikon (2497) vom Bundesamt für Umwelt (BAFU) befindet sich 20 m flussabwärts auf der linken Flussseite.                              |
|      | Luthernmatte-Brücke                         | Nebikon           |      | Strassenbrücke (zweispurig)                                       | Bogenbrücke  | Beton    | 12         | 486          | |